# Polybotrya rosenstockiana
Polybotrya rosenstockiana är en träjonväxtart som beskrevs av Alexander Curt Brade. Polybotrya rosenstockiana ingår i släktet Polybotrya och familjen Dryopteridaceae. Inga underarter finns listade.